# Jüdischer Friedhof (Raguhn-Jeßnitz-Roßdorf)
Der Jüdische Friedhof Raguhn-Jeßnitz-Roßdorf liegt in Roßdorf, einem Ortsteil der Stadt und Einheitsgemeinde Raguhn-Jeßnitz im Landkreis Anhalt-Bitterfeld in Sachsen-Anhalt. Auf dem Friedhof angrenzend an den allgemeinen Friedhof in der Burgkemnitzer Straße sind 19 Grabsteine erhalten.

## Geschichte
Der jüdische Friedhof in Roßdorf wurde in der 2. Hälfte des 19. Jahrhunderts angelegt. Die letzten beiden Beisetzungen erfolgten nach 1945 – zuletzt 1977.